# Diocèse de Hrodna
Le diocèse de Hrodna ou Grodno (en latin: Dioecesis Grodnensis) est un diocèse catholique de Biélorussie de rite latin de la province ecclésiastique de Minsk-Moguilev dont le siège est situé à Hrodna (ou Grodno), dans le voblast de Hrodna. L'évêque actuel est Uladzimir Huliai, depuis 2024. 

## Histoire

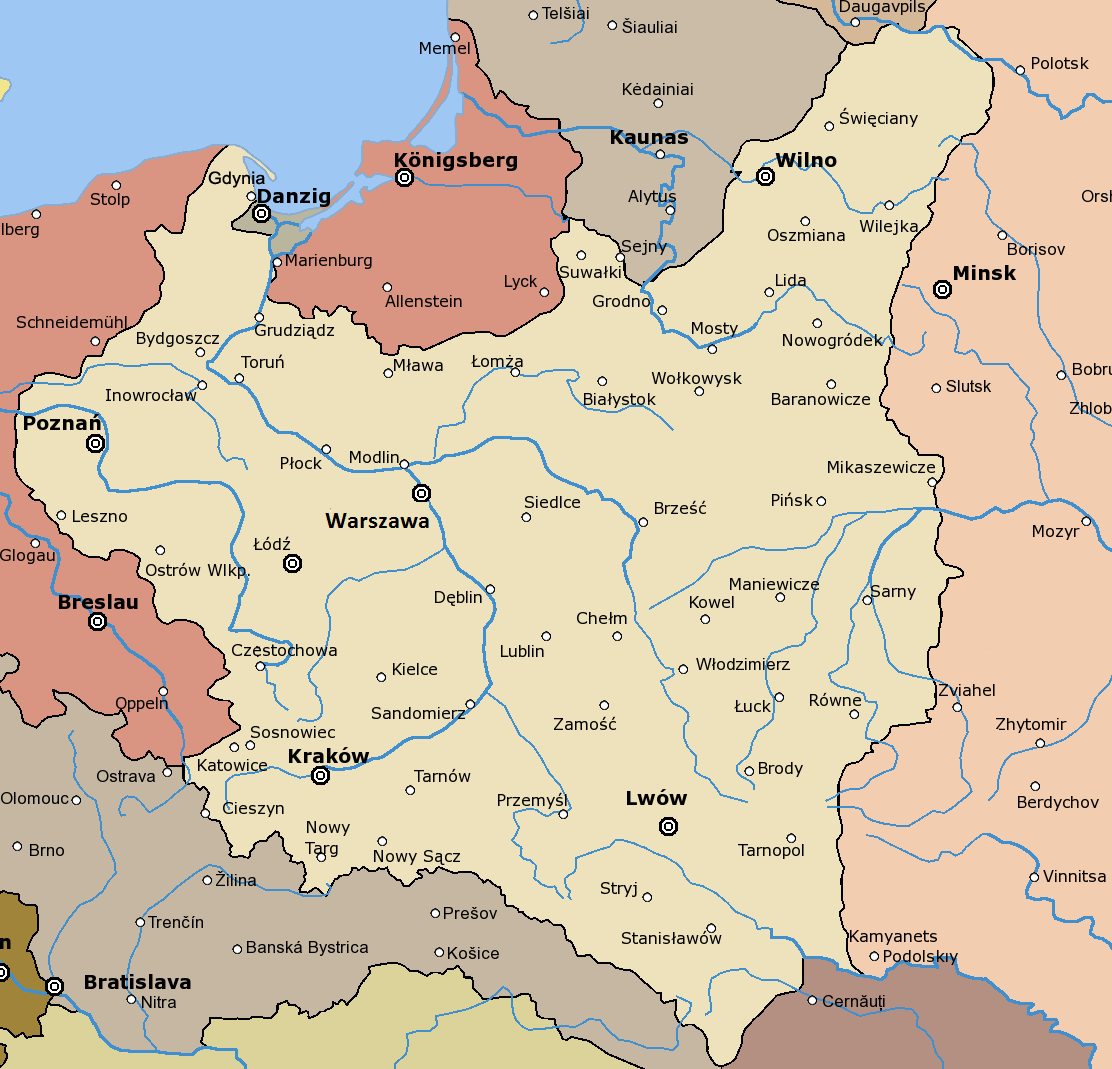
La Deuxième République de Pologne

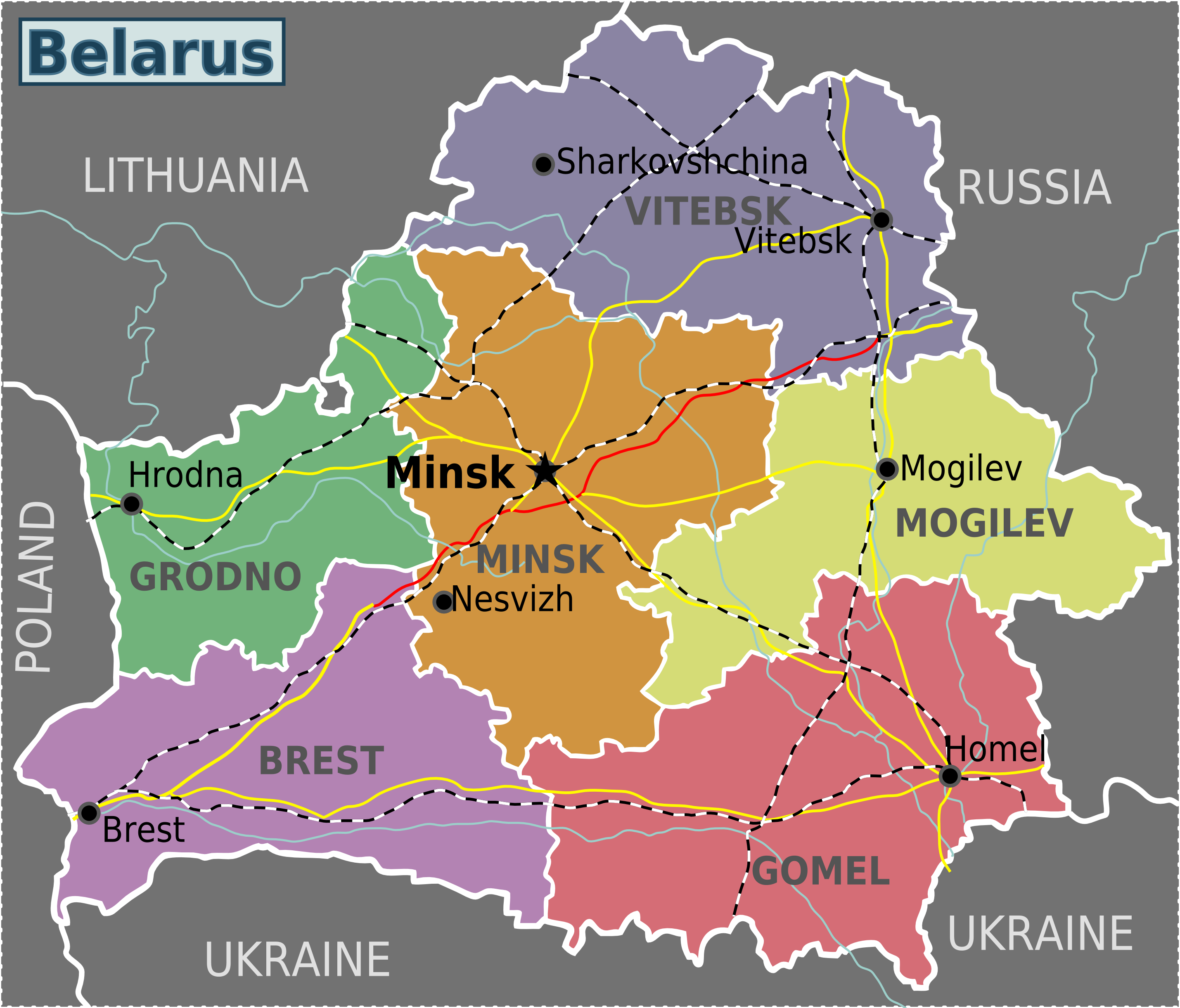
Voblasts de Biélorussie

Le diocèse de Hrodna ou Grodno a été érigé à partir de territoires pris sur l'archidiocèse de Vilnius et le diocèse de Łomża le 13 avril 1991.

## Églises particulières du diocès de Hrodna (Grodno)
- L'église Saint-François-Xavier est la cathédrale du diocèse de Hrodna. C'est aussi une basilique mineure.

## Évêques
- Mgr Aleksander Kaszkiewicz, du 13 avril 1991 au 30 septembre 2024.
  - Mgr Uladzimir Huliai, évêque coadjuteur du 5 avril 2024 au 30 septembre 2024.
- Mgr Uladzimir Huliai, depuis le 30 septembre 2024.

- Évêque auxiliaire :
  - Mgr Iosif Staneŭski (it), du 29 novembre 2013 au 14 septembre 2021, évêque titulaire de Tabaicara (de).